# Dipropyl-p-phénylènediamine
La dipropyl-p-phénylènediamine est une amine aromatique.

## Réaction
La N,N-dipropylbenzène-1,4-diamine réagit avec le brome pour former le radical bromure de N,N-dipropyl-p-benzène-1,4-diamine en oxydant l'amine tertiaire. Le composé formé donne une solution bleu-rouge à une solution aqueuse et un cristal de couleur verte.